# Rézidientoura
Dans le domaine de l'espionnage soviétique et russe, rézidientoura (en russe : резидентура) est une antenne secrète ou clandestine à l'étranger dirigée par un rézidiente.

## Le KGB

### Les antennes dites "légales" du KGB
Le plus souvent les rézidientouras ou antennes dites "légales" se trouvaient sous la couverture des ambassades ou des consulats d’URSS dans les grands pays étrangers. Ces antennes possédaient les  moyens importants techniques et les télécommunications codées.
- Aux États-Unis : trois antennes, la principale à l’ambassade à Washington[2], une antenne à la représentation de l’URSS auprès des Nations unies à New York[3] et une antenne au consulat général à San Francisco[4])
- À Londres[5]
- En Allemagne fédérale (RFA) : l’antenne principale à Bonn après l'établissement des relations diplomatiques entre l'URSS et la RFA en 1955, une autre antenne à Cologne[6] et une troisième antenne ouverte sous la couverture du consulat général soviétique à Berlin-Ouest en 1972, cette dernière dépendait de la représentation officielle du KGB en République démocratique allemande[7]
- À Paris[8]
- À Vienne[9]
- À Rome[10]
- À Oslo[11]
- À Helsinki[12]
- À Delhi[13]
- À Téhéran[14]
- À Pékin (après 1964)[15]
- À Tokyo[16]
- À Genève[17]

### Les antennes dites "illégales" du KGB
Les rézidientouras ou antennes dites illégales sont des réseaux clandestins autonomes dépendant de la direction « S » de la Pé-Gué-Ou du KGB.
Même étant très fragiles en cas de défaillances (n'ayant aucune protection diplomatique), les rézidientourass clandestines, dites « illégales », étaient et restent la forme idéale opérationnelle car quasiment indécelables par les services "ennemis" du contre-espionnage. Ces structures sont complètement autonomes et possèdent le plus souvent l'équipement radio nécessaire qui leur permet les communications codées directes avec le "Centre" (administration centrale à Moscou) sans passer par l'intermédiaire des antennes "légales" sous le toit des représentations officielles diplomatiques soviétiques ou russes à l'étranger.
Toutes les opérations réellement importantes (dont le nombre reste assez limité) passent uniquement par ces réseaux clandestins. Dans les antennes dites "légales" du KGB à l'étranger le travail pour le compte de la direction « S » était appelé la ligne « N » (линия "Н").

### Organigramme type d’une antenne du KGB à l’étranger, dite «légale»

#### Direction
- Chef d’antenne (rézidiente), au rang de colonel ou général-major (parfois même général-lieutenant), sous la couverture diplomatique du premier ou deuxième conseiller, parfois ministre-conseiller
- Premier adjoint au chef d’antenne (dans les antennes de grande taille dites « principales »), lieutenant-colonel ou colonel, très rarement général-major, second conseiller ou premier secrétaire
- Commissaire idéologique - chef du bureau de la section du Parti communiste de l’URSS, un élu, remplissant ses responsabilités sur la base volontaire en sus des responsabilités opérationnelles ordinaires – dans les grandes antennes, un fonctionnaire professionnel au solde du Parti, « libéré » des responsabilités opérationnelles

#### Ligne «PR»
- Chef d’antenne adjoint, chargé de la « ligne PR » (renseignement politique, économique, militaire stratégique, et mesures actives) – commandant  ou lieutenant colonel, parfois colonel – premier ou deuxième secrétaire
- Officier(s) opérationnel(s) subalterne(s) – de capitaine au lieutenant-colonel – de l’attaché au deuxième secrétaire

#### Ligne «KR»
- Chef d’antenne adjoint, chargé de la « ligne KR » (contre-espionnage extérieur) – commandant  ou lieutenant colonel, très rarement colonel – premier ou deuxième secrétaire
- Officier(s) opérationnel(s) subalterne(s) – de capitaine au lieutenant-colonel – de l’attaché au deuxième secrétaire

#### Ligne «X»
- Chef d’antenne adjoint, chargé de la « ligne X[note 1] » (renseignement scientifique et technique) – commandant  ou lieutenant colonel, très rarement colonel – premier ou deuxième secrétaire
- Officier(s) opérationnel(s) subalterne(s) – de capitaine au lieutenant-colonel – de l’attaché au deuxième secrétaire

#### Ligne «N»
- Responsable de la « ligne N » (soutien des « illégaux ») – commandant  ou lieutenant colonel, très rarement colonel – premier ou deuxième secrétaire
- Officier(s) opérationnel(s) subalterne(s) – de capitaine au lieutenant-colonel – de l’attaché au deuxième secrétaire

#### Ligne «EM»
- Responsable de la « ligne EM » (« émigrés », infiltrations des diasporas ethniques soviétiques à l’étranger)
- Officier(s) opérationnel(s) subalterne(s) – de capitaine au lieutenant-colonel – de l’attaché au deuxième secrétaire

#### Ligne «SK»
- Responsable de la « ligne SK » (« colonie soviétique », surveillance de la communauté diplomatique soviétique)

#### Divers
- Réservistes spéciaux (officiers inactifs sous couverture, à activer en temps de guerre ou d'expulsion diplomatique[18])
- Officier du 16e département (recrutement et traitement de personnels du chiffre étrangers[19])

Personnel de soutien :
- Chauffeur
- Officier de sécurité de l'ambassade
- Officier(s) de la ligne « OT » (soutien opérationnel technique)
- Poste « Impulse » (interception des communications radio des équipes de surveillance du service de sécurité local[20])
- Officier(s) de la ligne « RP » (les « écoutes » – interceptions - radioélectriques)
- Officier(s) de la ligne « I » (informatique)
- Chiffreur(s) codeur(s)
- Opérateur(s) radio
- Secrétaire(s) dactylo
- Comptable(s)[21]

Dans de nombreuses résidences, il y avait aussi un groupe de travail dit ligne GP (pour Главный противник, « ennemi principal ») spécialisé sur la recherche de renseignement à propos des États-Unis sur le territoire de pays tiers, et un dit ligne K (pour Китай, Chine) qui faisait de même contre la république populaire de Chine.
L'organisation décrite ci-dessus est celle des années 1980. D'autres organisations ont existé auparavant. Par exemple, dans les années 1950, la résidence du KGB en Australie était organisées en lignes O (renseignement politique), K (contre-espionnage), X (renseignement scientifique et technique), NL (« illégaux »), EM (émigrés), SK (colonie soviétique), M (surveillance des marins soviétiques) et D (surveillance des délégations soviétiques en visite). En 1955, des lignes F (« actions spéciales », sabotage) sont créées dans les résidences; elles seront supprimées après la défection d'Oleg Lialine en 1971).

## LeSVR
Dans les sources ouvertes en général il y n’a pas d’information suffisamment étalée et vérifiable sur les structures étrangères du SVR.
Les antennes du SVR (rézidientoura – ru:Резидентура) restent les principales structures opérationnelles du SVR à l'étranger. Elles sont couvertes par le secret d'État et leur existence est habituellement niée par les autorités russes, malgré toutes les défections antérieures et les nombreuses publications sur le KGB.

### Antennes dites «légales» du SVR
Nonobstant une forte diminution de nombre d'antennes dites « légales » du SVR à l'étranger dans les années 1990 (fermetures estimées à 40 % et concernant surtout les antennes dans les petits pays où il n'y avait pas d'intérêts vitaux pour la Russie), ces structures héritées de la Pé-Gué-Ou restent d'actualité malgré leur vulnérabilité à cause de la surveillance constante. Mais l’avantage de la protection internationale par l'immunité diplomatique est toujours indispensable dans un certain nombre de cas d'activités d'espionnage. La « veille pays » et l’analyse des sources ouvertes peuvent parfaitement se réaliser sur la base des antennes dites « légales » qui par ailleurs servent à faire saturer les réseaux de surveillance des pays d’accueil et à détourner l’intérêt des services du contre-espionnage des vraies activités du SVR qui passent par les réseaux clandestins ou non traditionnels.
Au milieu des années 1990, la rézidientoura du service des renseignements extérieurs de la fédération de Russie (SVR) de New York comprenait les lignes suivantes :
- ligne PR (renseignement politique), la plus grande et dont sont issus les rézidientes ;
- ligne VKR (contre-espionnage extérieur) ;
- ligne X (renseignement scientifique et technologique) ;
- ligne RP (interception radio) ;
- ligne ER (renseignement économique) ;
- ligne N (illégaux) ;
- ligne OT (opérations techniques).

### Antennes dites «illégales» du SVR
Même étant très fragiles en cas de défaillances, les antennes sous la couverture profonde dites « illégales » restent la forme opérationnelle idéale car quasiment indécelables. Toutes les opérations réellement importantes (dont le nombre reste assez limité) passent uniquement par ces réseaux clandestins, complètement coupés de contact avec les représentations officielles diplomatiques russes.

### Antennes non traditionnelles du SVR
Très peu d’information a filtré dans la presse concernant cette nouvelle forme des activités d'espionnage du SVR à l'étranger qui est en quelque sorte à mi-chemin, un hybride entre les formes classiques « légales » et « illégales ».